# Ministro Rivadavia
Ministro Rivadavia es una localidad situada a 32 km de Buenos Aires, en el partido de Almirante Brown, en la zona sur del Gran Buenos Aires, provincia de Buenos Aires, Argentina.

## Historia
- Luego de la nueva fundación de Buenos Aires por Juan de Garay, reparte tierras a los soldados, usurpadas a los pueblos originarios. Entre esos soldados estaba Francisco Zamora, primer ocupante de las "Lomas de Zamora". Muere en manos de los querandíes. Su nieto vende a los Jesuitas esas tierras.

- 1639 Agustín Pérez y Juana de Loyola otorgan en venta las tierras a 20 km del Riachuelo, que eran del capitán don Pedro de Ibarra, con casa y estancia, quien se las había comprado al general Sebastián de Orduna. Juana de Loyola, esposa de Sebastián de Orduna y luego de Agustín Pérez, estableció uno de los primeros predios de Burzaco.

- 1830 se afincan colonos. Ya había un apeadero, el último de la región “sin indios”, al ir hacia el interior. Se establece una Dormida (posta) y la ermita a Ntra. Sra. del Tránsito. El paraje se conocía como "Monte de los Chingolos".

- 1853, luego de la Batalla de Caseros, dos oficiales rosistas se instalan en la región: Francisco Páez y Lucas Barbosa. Luego llega Bernardo Iturralde, panadero que ocupa el edificio de la posta.

- 1873, vecinos inician la construcción de un templo en el lugar del Oratorio

- 1874 7 de noviembre, el Arzobispado de Buenos Aires crea la Capellanía Vicaria de Ntra. Sra. del Tránsito, cuyo primer capellán vicario fue el Pbro. José L. Pajares.

- 1888 5 de junio a las 3:20 último cimbronazo por el terremoto del Río de la Plata de 1888

- En épocas del siglo XX se instala una importante comunidad japonesa y gran cantidad de viveros.

## Toponimia
El topónimo de Monte Chingolo se cambia por el de "Ministro Rivadavia", en honor a Martín Rivadavia, nieto de Bernardino Rivadavia, que fue Ministro de Marina.

## Ferrocarril
Corresponde al ramal Constitución - Alejandro Korn de la Línea General Roca perteneciente a la estatal Trenes Argentinos. No existen servicios que lleguen hasta Ministro Rivadavia ya que la localidad no posee una estación de tren propia, y nunca se contempló un ramal que la conecte con la línea principal. Por ende, las estaciones de tren más cercanas se encuentran en las localidades vecinas de Burzaco y Longchamps.

## Parroquias de la Iglesia católica en Ministro Rivadavia
| Diócesis  | Lomas de Zamora             |
| --------- | --------------------------- |
| Parroquia | Nuestra Señora del Tránsito |